# Tachidius spitzbergensis
Tachidius spitzbergensis är en kräftdjursart som beskrevs av Oloffson 1917. Tachidius spitzbergensis ingår i släktet Tachidius och familjen Tachidiidae. Inga underarter finns listade i Catalogue of Life.